# Ignea
Ignea ist eine Tafeltraubensorte. Sie ist eine Neuzüchtung zwischen Delizia di Vaprio × Angelo Pirovano. Die Kreuzung erfolgte im Jahre 1925 in Rom durch den Züchter Alberto Piròvano. Kleinere gewerbliche Anpflanzungen sind in Italien sowie Tunesien bekannt.
Abstammung: Delizia di Vaprio × Angelo Pirovano. Angelo Pirovano ist ihrerseits eine Kreuzung von Gutedel × Muscat de Hambourg.

## Synonyme
Die Rebsorte Ignea ist auch unter den Namen I.P. 185 und Pirovano 185 bekannt.

## Ampelographische Sortenmerkmale
In der Ampelographie wird der Habitus folgendermaßen beschrieben:
- Die Triebspitze ist offen. Sie ist wollig behaart. Die gelblichen Jungblätter sind lediglich spinnwebig behaart.
- Die großen Blätter sind fünflappig und schwach gebuchtet (siehe auch den Artikel Blattform). Die Stielbucht ist lyren-förmig offen. Das Blatt ist stumpf gezahnt. Die Zähne sind im Vergleich zu anderen Rebsorten weit gesetzt. Die Blattoberfläche (auch Blattspreite genannt) ist blasig derb.
- Die walzen- bis kegelförmige Traube ist mittelgroß und lockerbeerig. Die länglichen Beeren sind groß und lachsfarben bis rosa gefärbt. Die Schale der Beere ist dick und schmeckt bitter. Das knackige Fruchtfleisch schmeckt eher unangenehm, wenn die Trauben nicht bei Vollreife geerntet werden.

Die Sorte reift ca. 20 Tage nach dem Gutedel und gilt somit als noch früh reifend. Ignea ist eine Varietät der Edlen Weinrebe (Vitis vinifera). Sie besitzt zwittrige Blüten und ist selbstfruchtend. Beim Weinbau entsteht somit nicht der ökonomische Nachteil, keinen Ertrag liefernde, männliche Pflanzen anbauen zu müssen. Die Sorte ist anfällig gegen die Pilzkrankheiten Echter Mehltau und Falscher Mehltau der Weinrebe und spielt daher im gewerblichen Anbau nur eine untergeordnete Rolle.